# Blower-door test

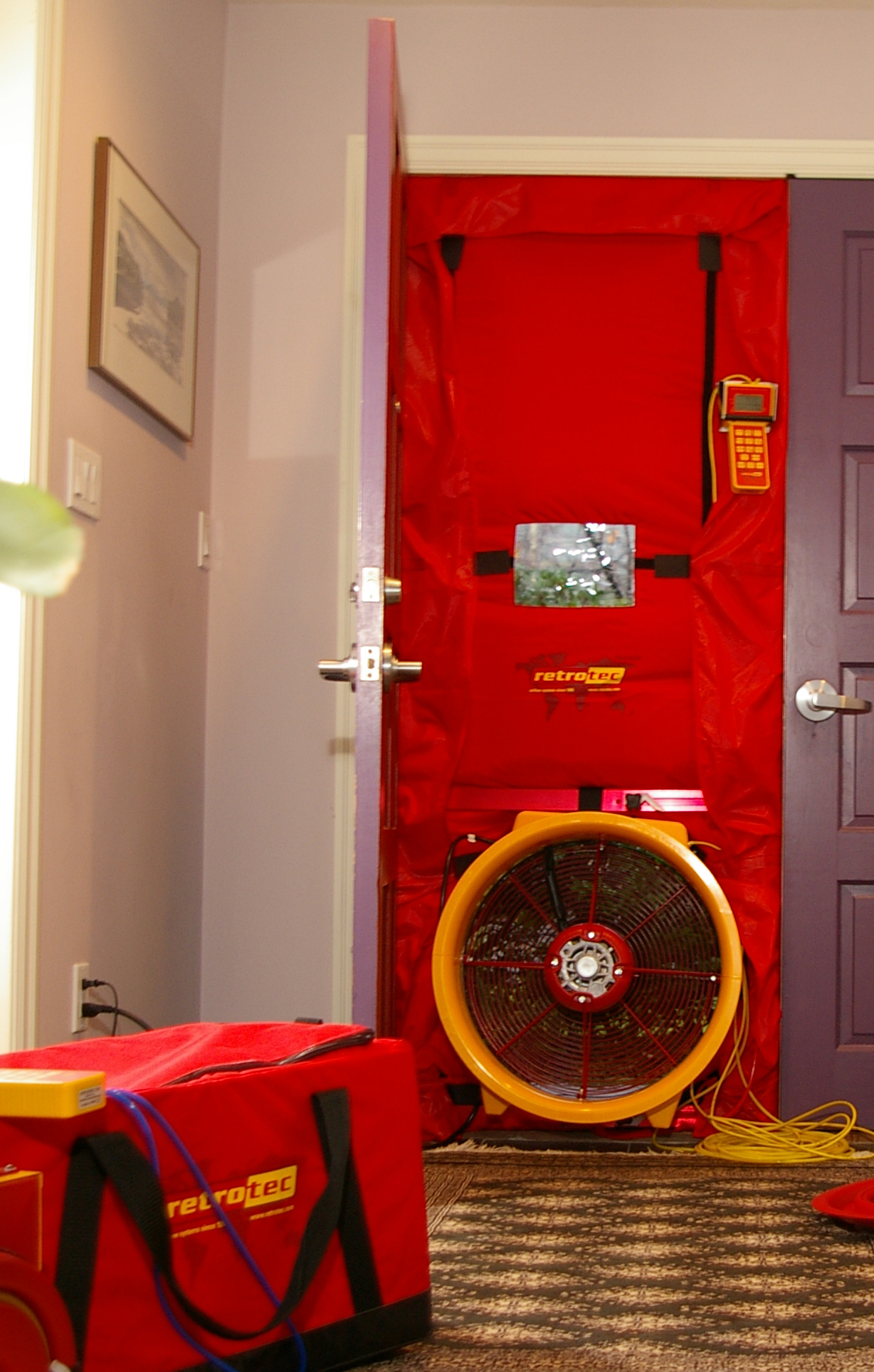
Blower door test

Blower-door test (test vzduchotěsnosti stavby) je detekční metoda na zjišťování vzduchotěsnosti obálky budovy a tím i k zjištění energetické náročnosti domu. Při vadách vzduchotěsnosti oken, stěn či střechy totiž dochází k významným únikům tepla a tím i větší náročnosti na vytápění.

## Zařízení blower door
Zařízení blower door sestává z velkoprůměrového ventilátoru zasazeného v rámu s plachtou ve dveřích popř. okně v obvodové stěně, pomocí kterého je vytvořen v budově podtlak i přetlak při tlakovém rozdílu 50 Pa. Tímto měřením lze zjistit, kolik vzduchu proudí netěstnostmi do interiéru. Postup celého měření je standardizovaný.
Nejčastěji se používá pro lokalizaci netěsnosti u pasivních domů, roubenek nebo podkrovních bytů, kdy se obvodová stěna skládá z více konstrukčních prvků a tak je náchylnější na různé netěsnosti. U pasivních domů jsou testy nezbytnosti pro dosažení správné účinnosti řízení větrání interiéru. Netěsnosti je nutné odstranit z důvodu pronikání vlhkého vzduchu do konstrukce obvodového pláště, kde působením chladného vzduchu dochází ke kondenzaci vlhkosti.
Velice důležité je udržovat postupy měření a zařízení aktuální. Měřící zařízení by se mělo pravidelně kalibrovat. Důležitá jsou především přesná měření teploty, tlaku a rychlosti proudění. Povolené tolerance jsou pro teplotu ±1 K, pro tlak ± 2 Pa a rychlost proudění vzduchu ±7%. Pokud je kalibrace zanedbána nebo provedena nedbale, vnáší se do naměřeních hodnot chyba. Dále je při měření nutné zadat co nejpřesněji vnitřní objem budovy. Vzhledem k tomu, že se naměřená hodnota vztahuje k objemu měřené budovy, je tato hodnota do určité míry rozhodující. Tyto požadavky zajistí akreditace zkoušky Českým institutem pro akreditaci o.p.s.

## Normy
- Dle ČSN EN 13829 – metoda „B“, kterou je testována těsnost obálky budovy v průběhu výstavby a to v době, kdy je dokončena stavba po instalaci parozábrany (popř. ekvivalentního vzduchotěsnícího opatření), zapravena okna a venkovní dveře. Technologické záměrné otvory (vzduchotechnika, odpady apod.) se před testem utěsní speciálními přípravky. Cílem tohoto testu je odhalit defekty v těsnosti a zjistit úspěšnost vzduchotěsnících opatření.
- Dle ČSN EN 13829 – metoda „A“, kterou testována budova jako celek v době používání pouze s vyloučením technologie větrání uzavřeným buď vlastním popř. náhradním uzavíracím zařízením. Cílem tohoto testu je udělení „Certifikátu o měření průvzdušnosti budovy“ s vyjádřením souladu s ČSN 73 0540–2.
- ČSN EN 73 0540-2 čl. 7 - šíření vzduchu konstrukcí a budovou část 7.1.4. celková průvzdušnost obálky budovy